# Achele
Achele ist ein Ortsteil der oberbayerischen Gemeinde Saulgrub im Landkreis Garmisch-Partenkirchen.

## Lage
Der Weiler liegt etwa zwei Kilometer westlich von Saulgrub an der Straße, die von Saulgrub zum Wasserkraftwerk Kammerl  im Tal der Ammer führt, auf einer Höhe von 866 m ü. NHN. Etwa 700 Meter westlich von Achele liegt die Scheibum, ein Felsdurchbruch am Beginn der Ammerschlucht.

## Geschichte
Erstmals erwähnt ist ein Flurname „Achelun“ um 1371. Der dortige Schwaighof, Acheleschwaig genannt, gehörte seit 1480 zum Kloster Ettal. Nach der Säkularisation in Bayern ersteigerte Peter Fischer den Hof. Im Jahr darauf verkaufte er ihn an das Königreich Bayern, blieb aber dort als Verwalter. Zunächst diente der Hof als Fohlenhof, dann als Remonte-Depot. Später war er eine Nebenstelle des Staatsgestüts Schwaiganger. Nach dem Zweiten Weltkrieg wurde der Hof auf Rinderhaltung umgestellt. 2006 erwarb Familie Fischer ein Drittel der landwirtschaftlichen Fläche und führt die Landwirtschaft als Familienbetrieb fort Zwei Drittel der landwirtschaftlichen Fläche und die Waldgebiete gingen an das Forstamt.

## Ortsbild
Das Ortsbild ist geprägt durch den 1695 errichteten denkmalgeschützten Gutshof, einen zweigeschossigen langgestreckten Flachsatteldachbau mit Kniestock, in dem ein Gasthof eingerichtet ist. Der Gutshof und ein ebenfalls langgestrecktes Nebengebäude mit Flachsatteldach liegen sich mit ihren Giebelseiten gegenüber, und die Straße windet sich zwischen ihnen hindurch. Weitere kleinere Gebäude liegen verstreut in der Umgebung, darunter ein Hofladen und eine 2006 errichtete Kapelle der vierzehn Nothelfer.